# Metopius fossulatus
Metopius fossulatus là một loài tò vò trong họ Ichneumonidae.